# アンドレス・マヌエル・デル・リオ
アンドレス・マヌエル・デル・リオ（Andrés Manuel Del Río、1764年11月10日 - 1849年3月23日）は、スペイン出身で生涯の大半をメキシコで送った化学者（鉱物学者）。バナジウムの発見者とされる。

## 人物
1764年にマドリードで生まれ、ドイツのフライベルクなどで学んだ後、1794年にメキシコに派遣されてメキシコ鉱山学校で約50年間にわたって鉱物学、フランス語、スペイン語を教えた。
1801年にメキシコ産の鉱石からバナジウムを発見し、エリスロニウムと命名したが、発表の前にクロム化合物ではないかと指摘をうけ、発表を撤回した。
1821年にメキシコは独立し、デル・リオはメキシコに帰化した。
1830年にスウェーデンのニルス・ガブリエル・セフストレームによってバナジウムが再発見された後に、デル･リオの発見した元素がバナジウムであったことが確認された。
死後はマリオ・モリーナとルイス・ミラモンテスと並んで、メキシコ3大化学者と称されている。